# Coloradopartij (Paraguay)
De Asociación Nacional Republicana - Partido Colorado (ANR-PC) is een politieke partij in Paraguay, opgericht in 1887 door Bernardino Caballero. De partij wordt meestal de Coloradopartij genoemd. De conservatieve Colorados zijn de eeuwige concurrenten van de liberale Blancos, en hebben daarbij meestal het leger en de katholieke kerk achter zich staan.
Van 1947 tot 2008 was de Coloradopartij onafgebroken aan de macht, met van 1954 tot 1989 generaal Alfredo Stroessner als president.
Bij de verkiezingen van 2003 won de partij 35,3% van de stemmen en 37 van de 80 zetels in de Kamer van Afgevaardigden. In de Senaat kreeg de partij 16 van de 45 zetels. De presidentskandidaat, Nicanor Duarte, won met 37,1% van de stemmen de verkiezingen en werd voor vijf jaar president.
In april 2008 werd bij de presidentsverkiezingen een coalitie van partijtjes gevormd, die met de ex-bisschop Fernando Lugo als president de Colorados naar de oppositie verwees. Kandidaat voor de Coloradopartij, Blanca Ovelar, kreeg 31,8% van de stemmen, tegen 42,3% voor de centrumlinkse Fernando Lugo. De partij werd weliswaar de grootste bij de parlementsverkiezingen, maar had geen meerderheid, noch in de Kamer van Afgevaardigden noch in de Senaat. Samen met de liberalen wisten de Colorados echter Lugo ten val te brengen.
Sinds 2013 is de partij terug aan de macht, nu met Horacio Cartes als staatshoofd en regeringsleider.